# ريتشارد بيسلي (مؤلف)
ريتشارد بيسلي (بالإنجليزية: Richard Beasley)‏ (1964، أديلايد في أستراليا)؛ روائي أسترالي.